# 다다역 (효고현)
다다역(일본어: 多田駅, ただえき)은 일본 효고현 가와니시시에 있는 노세 전철 묘켄 선의 역이다. 역 번호는 NS06이다.

## 역사
개통 초기부터 1960년대까지 노선은 본 역 부근에서 국도 제173호선과 병용 궤도였지만, 역은 노상에서 벗어난 곳에 설치되었다. 본 역은 적어도 보기차 도입 이후에는 교환 설비를 가지고 있었지만, 1966년경 철거되었다. 그 후, 국도는 이전되어 그 철거지를 이용하여 본 역 부근의 복선화 전용 궤도화가 이루어졌다.
- 1913년 4월 13일: 영업 개시.
- 1952년 6월 8일: 현재 위치로 이전.
- 1966년 12월 15일: 승강장을 3량 편성분으로 연장.
- 1968년 11월 28일: 신설한 상행 승강장 사용 개시[2].
- 1969년 10월 5일: 복선화로 인한 역 개량.
- 2010년 12월 21일: 역의 배리어 프리화 공사 준공.

## 역 구조
상대식 승강장 2면 2선의 지상역이다.
개찰구 등 역 시설물은 모두 히라노 방면 승강장의 북쪽에 설치되었다. 두 승강장의 왕래는 역 북쪽에 있는 구내 건널목을 이용한다. 승강장은 대형 차량 6량 편성분까지 연장되었지만, 2010년의 배리어 프리화 공사로 인하여 야마시타 방면 승강장에 유효 길이 5량 정도로 단축되었다. 현재 정차 열차는 모두 4량이기 때문에 열차는 개찰구가 위치한 북쪽에 정차한다. 두 승강장의 중간 쯤에 대합실이 설치되어 있다.
묘켄 선 중에서는 상위권 승하차의 역이지만 역사는 옛날 좁은 것이 계속 사용되고 있다. 매표기 옆의 자판기가 놓인 장소에는 이전 역 업무를 겸임하던 매점이 있었다. 화장실은 개찰구에서 건널목을 건너간 지점에 설치되어 있다.

### 승강장
| 서측 | ■ 묘켄 선 | 야마시타・묘켄구치・닛세이추오 방면       |
| 동측 | ■ 묘켄 선 | 가와니시노세구치・다카라즈카・우메다 방면 |

## 역 주변
- 이즈미야 다다점
- 다이에 가와니시점
- 국도 제173호선
- 효고 지방 도로 130호 다다 정차장 다다인 선
- 닛타 성터

## 인접역
| 노세 전철 ■ 묘켄 선           | 노세 전철 ■ 묘켄 선 | 노세 전철 ■ 묘켄 선       |
| ----------------------------- | ------------------- | ------------------------- |
| NS05 쓰즈미가타키 우메다 방면 | ■ 보통              | 히라노 NS07 묘켄구치 방면 |